# Stanisavljević
Stanisavljević je priimek več oseb:
- Aleksandar Stanisavljević, srbski nogometaš
- Boško Stanisavljević, hrvaški častnik
- Dragiša Stanisavljević, srbski kipar
- Živko Stanisavljević, srbski general